# Med døden inde på livet
|  | Denne artikel er oprettet af botten PalnaBot ud fra en ekstern database. Den kan derfor have sproglige fejl eller mangler. Denne skabelon kan fjernes efter kontrol af indholdet. |

Med døden inde på livet er en film instrueret af Dola Bonfils.

## Handling
Filmen er optaget på en stor, moderne infektionsmedicinsk afdeling, hvor bl.a. patienter med AIDS indlægges. Filmens form er spørgende, og hensigten har været at se på mennesker i et hospitalsmiljø, hvor sygdom og død er en daglig udfordring for de involverede.